# تشاد كاربنتر
تشاد كاربنتر (بالإنجليزية: Chad Carpenter)‏ هو فنان قصص مصورة ورسام كارتون أمريكي، ولد في 1968 في ميشيغان في الولايات المتحدة.

## وصلات خارجية
- الموقع الرسمي